# Juvanzé
Juvanzé település Franciaországban, Aube megyében. Lakosainak száma 35 fő (2022. január 1.). Juvanzé La Rothière, Trannes és Unienville községekkel határos.

## Népesség
A település népességének változása:
| Lakosok száma | 36   | 22   | 27   | 32   | 25   | 31   | 35   | 35   | 35   | 35   |
|               | 1968 | 1982 | 1990 | 2006 | 2013 | 2015 | 2017 | 2019 | 2020 | 2022 |